# Pont d'Alvik
Alviksbron (en français : pont d'Alvik) est un pont situé au centre de  Stockholm en Suède. 

## Situation
Le pont d'Alvik est un pont tramway de la ligne Tvärbanan entre Stora Essingen et Bromma, dans l'ouest de Stockholm. 
Le pont est aussi ouvert à la circulation douce.
Le pont mesure 400 mètres de long et a une portée de 140 mètres. 
Il a été achevé en 2000 et permet à la ligne Tvärbanan de traverser le détroit Oxhålssundet du lac Mälar.

## Caractéristiques techniques
- Client : Storstockholms Lokaltrafik
- Entrepreneur : NCC (sv)
- Architecte : Laszlo Marko, Marko Arkitektkontor AB
- Concepteur : consultant ELU
- Montant du contrat : 180 millions de SEK
- Période de construction : novembre 1996 - décembre 1998
- Renforcement : 1 950 tonnes d'acier
- Armature de précontrainte : 21 000 m
- Béton : 16 700 m³

## Galerie

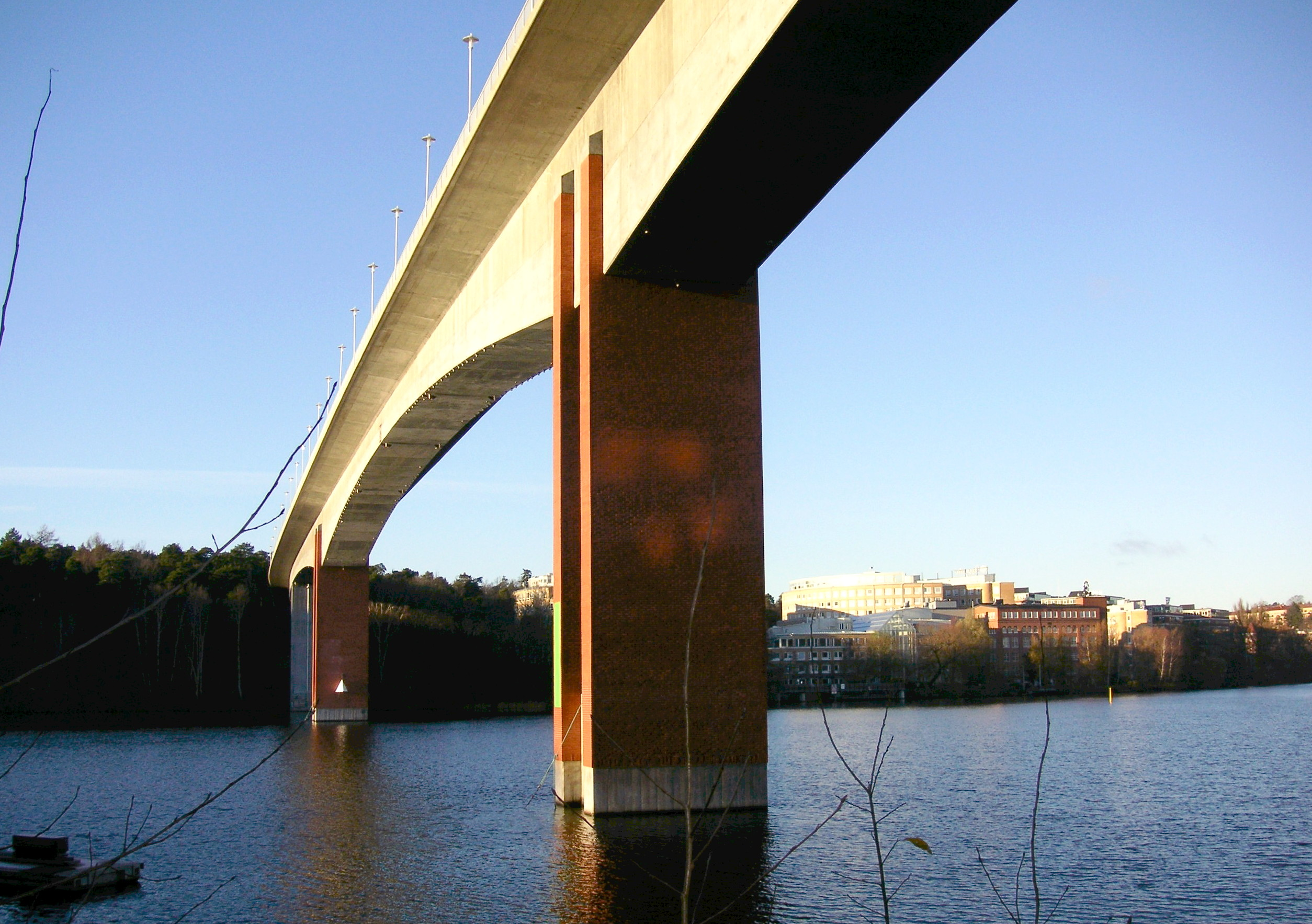
Alviksbron vu de Stora Essingen.
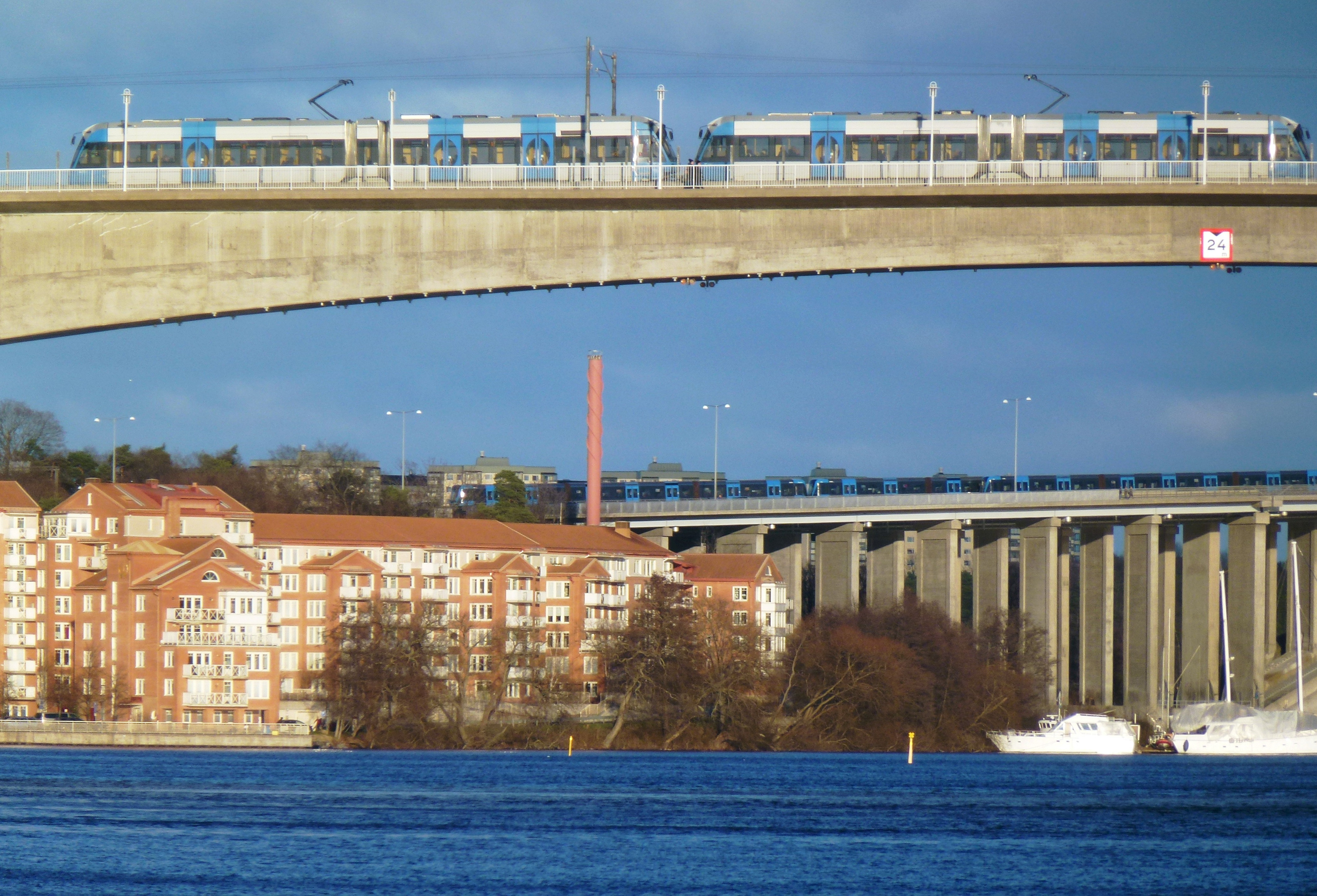
Le passage piéton d'Alviksbron avec le Tranebergsbron en arrière-plan.
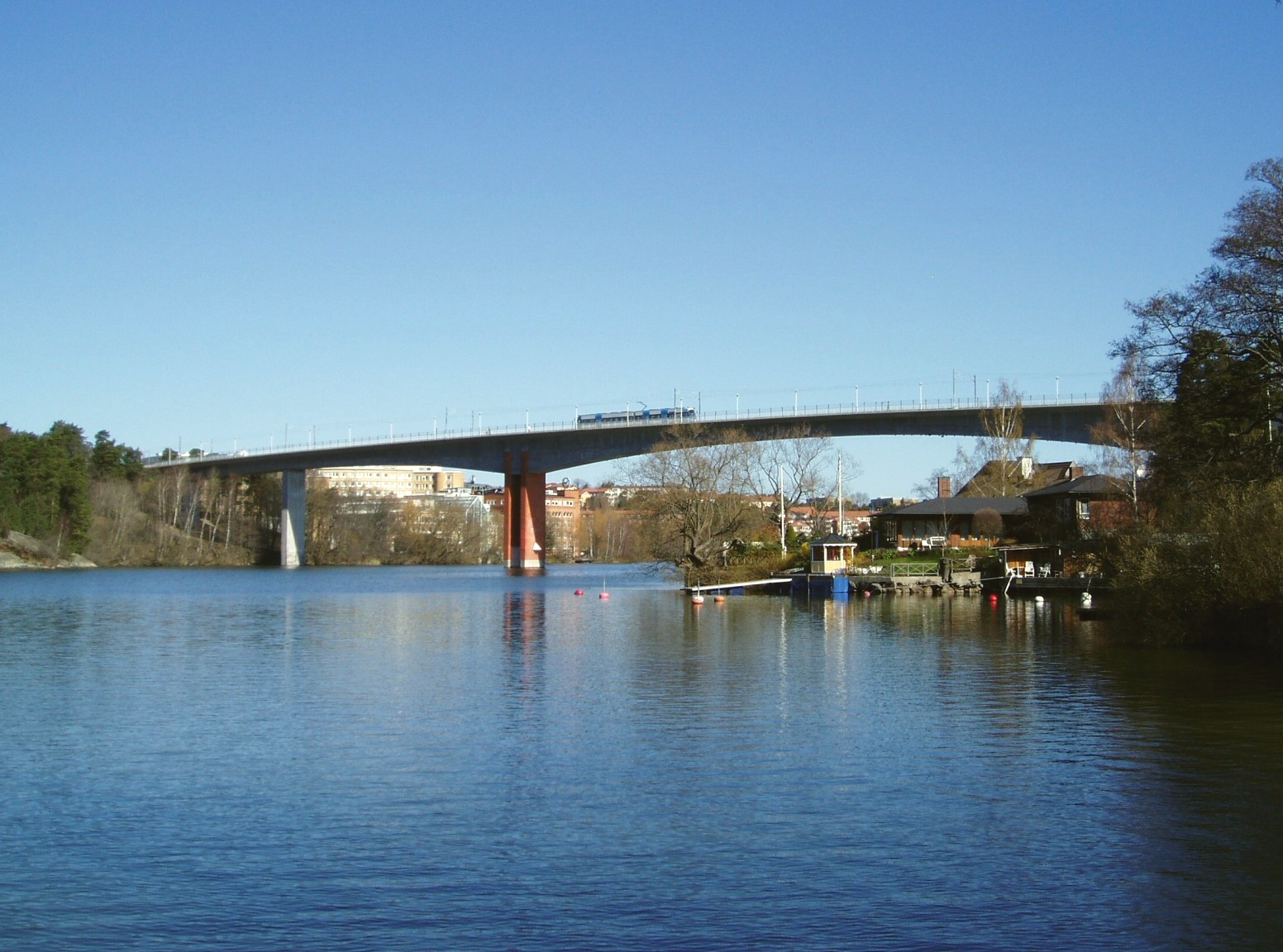
Alviksbron vu de Stora Essingen.
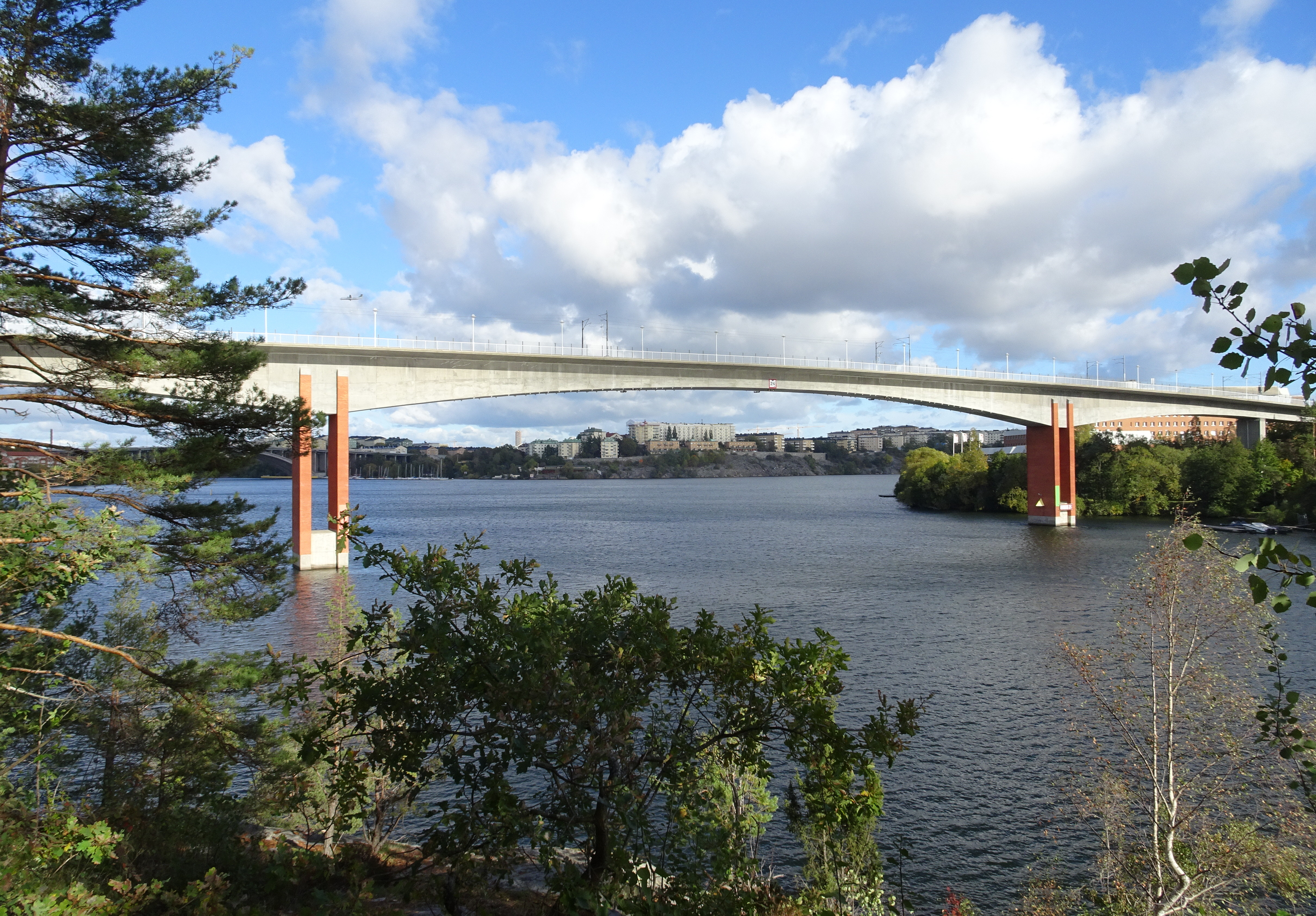
Alviksbron vu d'Alvik.
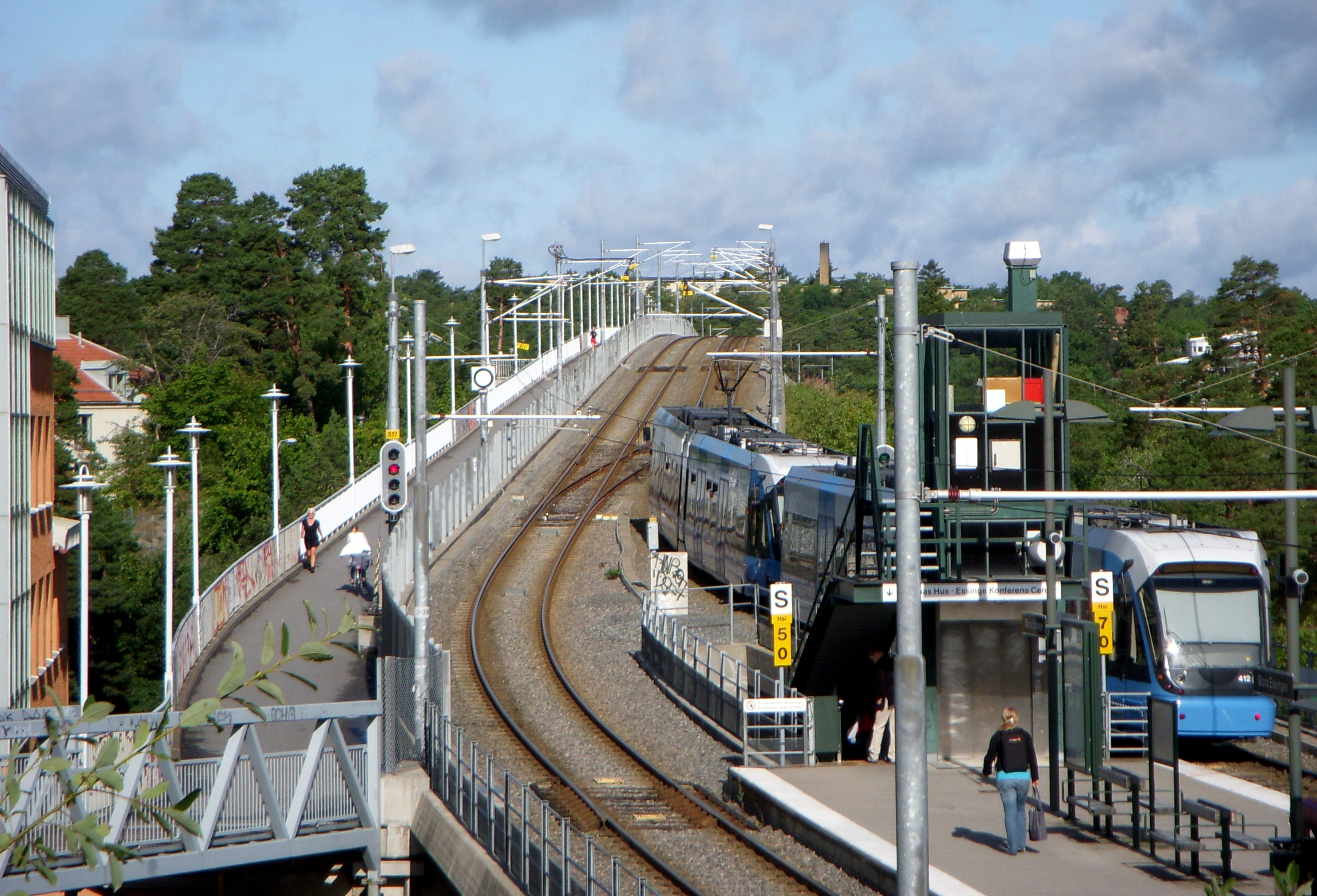
Arrêt Stora Essingen.